# Puding
Puding (en chino, 普定; pinyin, Pǔdìng) es un condado bajo la administración directa de la ciudad-prefectura de Anshun en la provincia de Guizhou, República Popular China. 
A partir de 2013, el condado tiene una población total de 237 000 habitantes. Hay 14 minorías étnicas incluyendo Tujia, Miao, y Yi en el área, de las cuales la población minoritaria representa el 52% de la población total.

## Administración
A partir de enero de 2016 el condado de Puding se divide en 10 pueblos que se administran 2 suddistritos, 6 poblados y 2 villas étnicas.

## Geografía
El condado de Puding está ubicado en el oeste de la provincia de Guizhou y al oeste del  Distrito especial de Liuzhi . El área tiene una longitud de 51.4 kilómetros de este a oeste y 40 kilómetros de ancho de norte a sur, con un área total de 1079.93 kilómetros cuadrados. El terreno del condado de Puding es alto en el sur y norte, y bajo en el centro. 
El condado de Puding se encuentra en la cuenca del sistema del río Yangtsé y el sistema del río Perla. El norte es sel sistema del río Yangtsé. Más del 98% del condado de Puding pertenece a la cuenca del río Yangtsé, y el sur es la fuente del sistema del río Perla. Las aguas del río se filtra formando 23 ríos subterráneos. 

## Clima
El condado de Puding pertenece al clima húmedo monzónico subtropical , con monzones alternos. el clima es suave durante todo el año, sin frío en invierno, sin calor en verano, fresco en primavera y otoño, largo período sin heladas, lluvias abundantes, menos luz solar y poca energía de radiación. La temperatura promedio anual es de 15.1 °C, el promedio anual de horas de sol es de 1164.9 horas, el período sin heladas es de 301 días y la precipitación promedio anual es de 1378.2 mm.
| Parámetros climáticos promedio de Puding (1981−2010) | Parámetros climáticos promedio de Puding (1981−2010) | Parámetros climáticos promedio de Puding (1981−2010) | Parámetros climáticos promedio de Puding (1981−2010) | Parámetros climáticos promedio de Puding (1981−2010) | Parámetros climáticos promedio de Puding (1981−2010) | Parámetros climáticos promedio de Puding (1981−2010) | Parámetros climáticos promedio de Puding (1981−2010) | Parámetros climáticos promedio de Puding (1981−2010) | Parámetros climáticos promedio de Puding (1981−2010) | Parámetros climáticos promedio de Puding (1981−2010) | Parámetros climáticos promedio de Puding (1981−2010) | Parámetros climáticos promedio de Puding (1981−2010) | Parámetros climáticos promedio de Puding (1981−2010) |
| Mes                                                  | Ene.                                                 | Feb.                                                 | Mar.                                                 | Abr.                                                 | May.                                                 | Jun.                                                 | Jul.                                                 | Ago.                                                 | Sep.                                                 | Oct.                                                 | Nov.                                                 | Dic.                                                 | Anual                                                |
| ---------------------------------------------------- | ---------------------------------------------------- | ---------------------------------------------------- | ---------------------------------------------------- | ---------------------------------------------------- | ---------------------------------------------------- | ---------------------------------------------------- | ---------------------------------------------------- | ---------------------------------------------------- | ---------------------------------------------------- | ---------------------------------------------------- | ---------------------------------------------------- | ---------------------------------------------------- | ---------------------------------------------------- |
| Temp. máx. abs. (°C)                                 | 23.5                                                 | 30.1                                                 | 33.0                                                 | 34.3                                                 | 34.7                                                 | 33.0                                                 | 32.5                                                 | 33.7                                                 | 32.7                                                 | 29.4                                                 | 27.3                                                 | 22.9                                                 | '                                                    |
| Temp. máx. media (°C)                                | 8.8                                                  | 11.5                                                 | 16.4                                                 | 21.3                                                 | 24.1                                                 | 25.6                                                 | 26.9                                                 | 27.2                                                 | 24.6                                                 | 19.7                                                 | 15.9                                                 | 11.0                                                 | 19.4                                                 |
| Temp. media (°C)                                     | 5.5                                                  | 7.5                                                  | 11.5                                                 | 16.2                                                 | 19.5                                                 | 21.6                                                 | 22.9                                                 | 22.6                                                 | 20.1                                                 | 16.0                                                 | 12.0                                                 | 7.4                                                  | 15.2                                                 |
| Temp. mín. media (°C)                                | 3.2                                                  | 4.9                                                  | 8.2                                                  | 12.6                                                 | 15.9                                                 | 18.6                                                 | 19.9                                                 | 19.3                                                 | 16.9                                                 | 13.5                                                 | 9.3                                                  | 4.8                                                  | 12.3                                                 |
| Temp. mín. abs. (°C)                                 | -4.9                                                 | -3.5                                                 | -2.9                                                 | 3.1                                                  | 6.6                                                  | 11.7                                                 | 11.8                                                 | 14.2                                                 | 8.6                                                  | 4.4                                                  | -1.3                                                 | -8.5                                                 | '                                                    |
| Precipitación total (mm)                             | 20.6                                                 | 21.4                                                 | 28.0                                                 | 70.6                                                 | 177.7                                                | 281.5                                                | 277.5                                                | 189.3                                                | 125.7                                                | 91.7                                                 | 40.7                                                 | 16.0                                                 | 1340.7                                               |
| Humedad relativa (%)                                 | 81                                                   | 79                                                   | 75                                                   | 74                                                   | 75                                                   | 79                                                   | 81                                                   | 80                                                   | 78                                                   | 81                                                   | 78                                                   | 78                                                   | 78.3                                                 |
| Fuente: China Meteorological Data Service Center     |                                                      |                                                      |                                                      |                                                      |                                                      |                                                      |                                                      |                                                      |                                                      |                                                      |                                                      |                                                      |                                                      |

## Recursos
A partir de 2016, hay más de diez tipos de minerales en el condado de Puding, incluyendo carbón, hierro, plomo, zinc, mármol, yeso, sílice, dolomita, piedra caliza y arcilla. El carbón es uno de los principales minerales con una reserva estimada de 5328 millones de toneladas y se ha demostrado que es de 780 millones de toneladas. 